# 吴文瑾
吴文瑾（1976年3月10日—），江苏镇江人，中国国际象棋棋手、特级大师。

## 生平
吴文瑾于1996年获得亚洲国际象棋青年冠军。他于1998年、2000年两度代表中国队参加国际象棋奥林匹克，帮助中国队获得过团体第五名的成绩。2000年，获国际象棋特级大师称号。